# 구보-마틴-슈윙거 상태

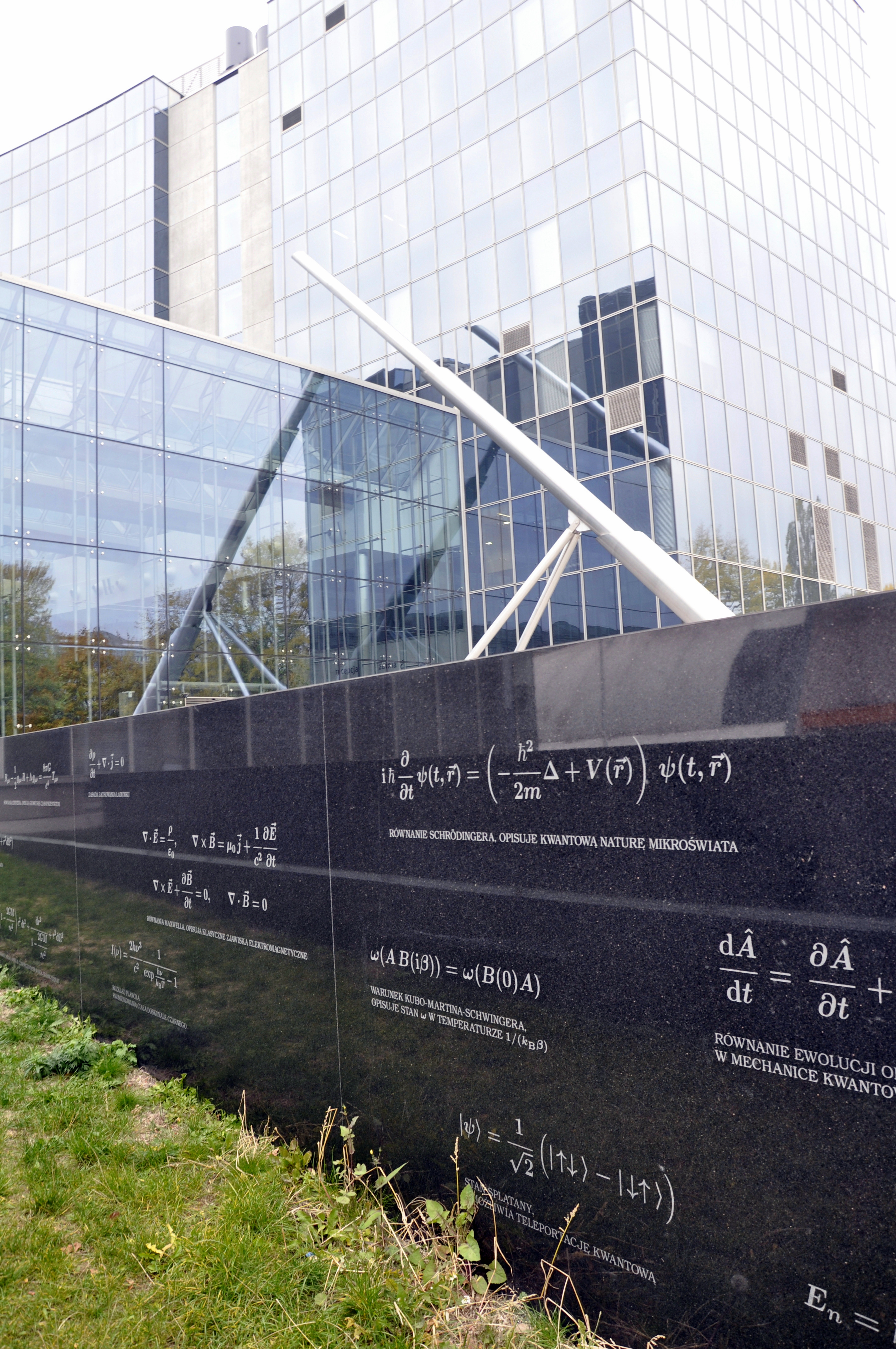
바르샤바 대학교의 한 벽면에 새겨진 구보-마틴-슈윙거 조건 (中, “warunek Kubo-Martina-Schwingera”)

함수해석학과 양자역학에서 구보-마틴-슈윙거 상태([久保]-Martin-Schwinger狀態, 영어: Kubo–Martin–Schwinger state, 약자 KMS 상태)는 특정하게 열역학적 평형을 이룬 순수 또는 혼합 상태이다.

## 정의
다음 데이터가 주어졌다고 하자.
- C* 대수 {\displaystyle {\mathcal {A}}} (“관측 가능량 대수”)
- 상태 {\displaystyle \phi \colon {\mathcal {A}}\to \mathbb {C} }
- 양의 실수 {\displaystyle \beta \in \mathbb {R} ^{+}} (“온도의 역수”)
- 군 준동형 {\displaystyle \alpha \colon (\mathbb {R} ,+)\to \operatorname {Aut} ({\mathcal {A}})}, {\displaystyle t\mapsto \alpha _{t}} (“시간 변화”)

만약 임의의 {\displaystyle A,B\in {\mathcal {A}}}에 대하여 다음 네 조건들을 모두 만족시키는 연속 함수
{\displaystyle F_{AB}\colon \mathbb {R} +\mathrm {i} [0,\beta ]\to \mathbb {C} }
가 존재한다면, {\displaystyle \phi }를 {\displaystyle \beta }에서의 구보-마틴-슈윙거 상태(영어: Kubo–Martin–Schwinger state at {\displaystyle \beta })라고 한다.:153, Definition 6.63
- {\displaystyle F_{AB}}의 치역은 유계 집합이다.
- {\displaystyle F_{AB}\upharpoonright \left(\mathbb {R} +\mathrm {i} (0,\beta )\right)}는 정칙 함수이다.
- {\displaystyle F_{AB}(t)=\phi (A\alpha _{t}B)\qquad \forall t\in \mathbb {R} } (실수선에서의 경계 조건)
- {\displaystyle F_{AB}(t+\mathrm {i} \beta )=\phi ((\alpha _{t}B)A)\qquad \forall t\in \mathbb {R} } (실수선{\displaystyle +\mathrm {i} \beta }에서의 경계 조건)

물리학적으로, {\displaystyle F_{AB}}는 현재 관측 가능량 {\displaystyle A}와 시각 {\displaystyle t}에서의 관측 가능량 {\displaystyle B} 사이의 상관 함수이다.

## 성질
구보-마틴-슈윙거 상태는 시간 불변이다. 즉, {\displaystyle (\alpha ,\beta )}-구보-마틴-슈윙거 상태 {\displaystyle \phi }에 대하여, 다음이 성립한다.:153, Proposition 6.64(2)
{\displaystyle \phi \circ \alpha _{t}=\phi \qquad \forall t\in \mathbb {R} }

## 예
다음 데이터가 주어졌다고 하자.
- 유한 차원 복소수 힐베르트 공간 {\displaystyle V=\mathbb {C} ^{N}}
- {\displaystyle N\times N} 에르미트 행렬 {\displaystyle H} (“해밀토니언 연산자”)
- 양의 실수 {\displaystyle \beta \in \mathbb {R} ^{+}}

그렇다면, 모든 {\displaystyle N\times N} 복소수 행렬로 구성된 폰 노이만 대수 {\displaystyle \operatorname {B} (V,V)=\operatorname {Mat} (n,n;\mathbb {C} )}를 생각하자. 이 위에는 자기 동형
{\displaystyle \alpha _{t}\colon A\mapsto \exp(\mathrm {i} tH)A\exp(-\mathrm {i} tH)}
이 존재하며, 이는 군 준동형
{\displaystyle \alpha \colon (\mathbb {R} ,+)\to \operatorname {Aut} (\operatorname {Mat} (n,n;\mathbb {C} ))\cong \operatorname {U} (n)}
{\displaystyle \alpha \colon t\mapsto \alpha _{t}}
을 정의한다. 이 경우, 임의의 복소수 행렬 {\displaystyle M\in \operatorname {Mat} (n,n;\mathbb {C} )}에 대하여 기브스 상태
{\displaystyle \omega (A;\beta )={\frac {\operatorname {tr} \left(\exp(-\beta H)A\right)}{\operatorname {tr} \exp(-\beta H)}}}
및 함수
{\displaystyle F_{AB}\colon \mathbb {R} +\mathrm {i} [0,\beta ]\to \mathbb {C} }
{\displaystyle F_{AB}(z)=\omega (A\exp(\mathrm {i} zH)B;\beta )}
를 정의하자. 그렇다면 {\displaystyle F_{AB}(-)}가 구보-마틴-슈윙거 경계 조건을 만족시킴을 쉽게 확인할 수 있으며, 이에 따라 {\displaystyle \omega (-;\beta )}는 구보-마틴-슈윙거 상태를 이룬다.
보다 일반적으로, 임의의 복소수 힐베르트 공간 {\displaystyle V}(의 조밀 부분 공간) 위의 자기 수반 작용소 {\displaystyle H\colon D\to V}가 주어졌다고 하자. 이에 따라, 임의의 {\displaystyle t\in \mathbb {R} }에 대하여 유니터리 작용소 {\displaystyle \exp(\mathrm {i} tH)\colon V\to V}를 정의할 수 있다. {\displaystyle V} 위의 모든 유계 작용소들은 1종 인자 대수 {\displaystyle \operatorname {B} (V,V)}를 이루며,
{\displaystyle \alpha _{t}\colon A\mapsto \exp(\mathrm {i} tH)A\exp(-\mathrm {i} tH)}
는 그 위의 자기 동형을 정의한다. 이 경우, {\displaystyle \alpha }에 대한, 온도의 역수 {\displaystyle \beta }에서의 구보-마틴-슈윙거 상태가 존재할 필요 충분 조건은 {\displaystyle \exp(-\beta H)}가 대각합류 작용소인지 여부이다.:154, §6.4.4 만약 이 조건이 성립한다면, 유일한 구보-마틴-슈윙거 상태는 다음과 같은 기브스 상태이다.:154, §6.4.4
{\displaystyle \phi _{H}\colon A\mapsto {\frac {\operatorname {tr} (\exp(-\beta H)A)}{\operatorname {tr} \exp(-\beta H)}}}

## 역사

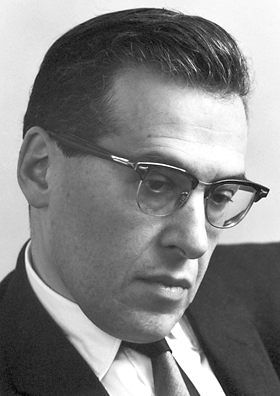
줄리언 슈윙거

구보 료고:579, (4.13)와 폴 세실 마틴(영어: Paul Cecil Martin, 1931~2016)과 줄리언 슈윙거가 1950년대에 도입하였다.
“구보-마틴 슈윙거 경계 조건”(영어: Kubo–Martin–Schwinger boundary condition)이라는 용어는 1967년에 최초로 사용되었다.

## 같이 보기
- 기브스 상태